# 막시밀리안 뵈버
막시밀리안 뵈버(독일어: Maximilian Wöber, 1998년 2월 4일 ~ )는 오스트리아의 축구 선수이다. 그의 포지션은 중앙 수비수로, 현재 독일 분데스리가의 보루시아 묀헨글라트바흐에서 활약하고 있다.

## 클럽 경력

### 초기 경력
빈에서 태어난 뵈버는 라피트 빈의 유소년팀에서 축구를 시작하였다.

### 라피트 빈
2015년, 뵈버는 라피트 빈의 1군에 승격되었다. 2016년 2월 25일, 그는 에른스트 하펠 슈타디온에서 열린 발렌시아와의 2015-16년 UEFA 유로파리그 32강전에서 조란 바리시치 감독의 지휘 하에 선발로 출전하여 풀타임을 소화하면서 성인 무대 데뷔전을 치렀다.

### 아약스
2017년 8월, 뵈버는 에레디비시의 아약스와 4년 계약을 맺었다. 아약스는 €7.5M의 이적료를 라피드 빈에 지불하였다.

### 세비야
2019년 1월 11일, 스페인 라리가의 세비야는 아약스와 뵈버의 이적에 합의하였다. 그는 2023년까지 계약을 맺었고, 처음에는 의무적으로 발동될 완전 영입 옵션과 함께 임대 이적하였다. 이적료는 €10.5M로 추정된다. 2019년 1월 26일, 그는 5-0으로 이긴 레반테와의 경기에서 선발로 출전하여 데뷔전을 치렀다.

### 레드불 잘츠부르크
2019년 8월 13일, 뵈버는 오스트리아의 레드불 잘츠부르크와 오스트리아 분데스리가 역사상 최고인 €12M로 추정되는 이적료로 5년 계약을 체결하였다.

### 리즈 유나이티드
2023년 1월 3일, 뵈버는 잉글랜드 프리미어리그의 리즈 유나이티드와 비공개 이적료에 4년 6개월 계약을 맺었다.
2023년 1월 8일, 뵈버는 카디프 시티와의 FA컵 경기에서 데뷔하였다.
2023년 1월 13일, 뵈버는 애스턴 빌라와의 경기에서 프리미어리그 데뷔전을 치렀다.

## 국가대표팀 경력
2017년 9월 뵈버는 웨일스와 조지아와의 2018년 FIFA 월드컵 예선전에서 오스트리아 성인 대표팀에 처음으로 차출되었다. 2017년 10월 6일, 그는 3-2으로 이긴 세르비아와의 경기에서 오스트리아 축구 국가대표팀 데뷔전을 치렀다.

## 수상 내역
아약스
- 에레디비시: 2018–19
- KNVB컵: 2018–19

레드불 잘츠부르크
- 오스트리아 분데스리가: 2019–20, 2020–21, 2021–22
- 오스트리아컵: 2019–20, 2019–20, 2021–22